# GreenSet
GreenSet je tvrdý tenisový povrch položený na asfaltovém nebo betonovém podkladu, s vrstvami z oxidu křemičitého a akrylátové pryskyřice. V rámci pětistupňové klasifikace ITF Court Pace Rating je určen pro turnaje se středně pomalým, středním a středně rychlým povrchem. Povrch byl vyvinut firmou GreenSet Worldwide sídlící v Barceloně, jejímž majitelem se v roce 2000 stal bývalý španělský tenista Javier Sánchez Vicario.
GreenSet byl nejdříve používán v Evropě, zejména na halových dvorcích, odkud se rozšířil na další kontinenty. Mezi turnaje s jeho použitím se zařadily Paris Masters, basilejský Swiss Indoors, Montpellier Open, Stockholm Open, pražský Prague Open, milánský Next Generation ATP Finals či Turnaj mistrů v londýnské O2 Areně i Turíně. Proběhly na něm také Letní olympijské hry 2016 v riodejaneirském tenisovém centru. V roce 2020 se stal povrchem grandslamového Australian Open v Melbourne Parku a dalších dílů australské sezóny včetně Hobart International, Brisbane International, Adelaide International či Auckland Open.
Z týmových soutěží byl GreenSet položen v areálech mužského ATP Cupu, smíšeného United Cupu i v madridském finále Davis Cupu 2019, kde přilnul k dřevěnému podkladu.